# Petropavlovsk-Kamchatskiy
Petropavlovsk-Kamchasky (tiếng Nga: Петропавловск-Камчатский) là một thành phố ở vùng Kamchatka thuộc Nga. Nơi đây được xem là thành phố lớn nhất và cũng là trung tâm hành chính của vùng. Thành phố tọa lạc tại vùng Viễn Đông và nằm dọc theo vịnh Avacha bên bờ Thái Bình Dương. Theo cuộc điều tra dân số năm 2021, Petropavlovstk-Kamchasky có 164.900 cư dân.
Thành phố còn được biết đến với cái tên đơn giản là Petropavlovsk (nghĩa đen là "thành phố của Peter và Paul"). Tính từ Kamchatsky ("người Kamchatka") được thêm vào tên chính thức của thành phố vào năm 1921.

## Liên kết
- Community of Kamchatka Lưu trữ ngày 22 tháng 4 năm 2016 tại Wayback Machine (tiếng Nga)
- Photos of Kamchatka Lưu trữ ngày 22 tháng 4 năm 2016 tại Wayback Machine (tiếng Nga)
- News of Petropavlovsk-Kamchatsky and Kamchatka krai (tiếng Nga)
- Daily updated news and photos of Petropavlovsk-Kamchatsky Lưu trữ ngày 4 tháng 4 năm 2009 tại Wayback Machine (tiếng Nga)
- Petropavlovsk-Kamchatsky Internet portal Lưu trữ ngày 6 tháng 7 năm 2010 tại Wayback Machine (tiếng Nga)
- History of the city Petropavlovsk-Kamchatsky (tiếng Nga)
- FotoPetropavlovsk.ru — photographies of the city Petropavlovsk-Kamchatsky (tiếng Nga)
- Petropavlovsk-Kamchatsky city sceneries (tiếng Anh)